# Hura polyandra
Hura polyandra är en törelväxtart som beskrevs av Henri Ernest Baillon. Hura polyandra ingår i släktet Hura och familjen törelväxter. Inga underarter finns listade i Catalogue of Life.

## Bildgalleri

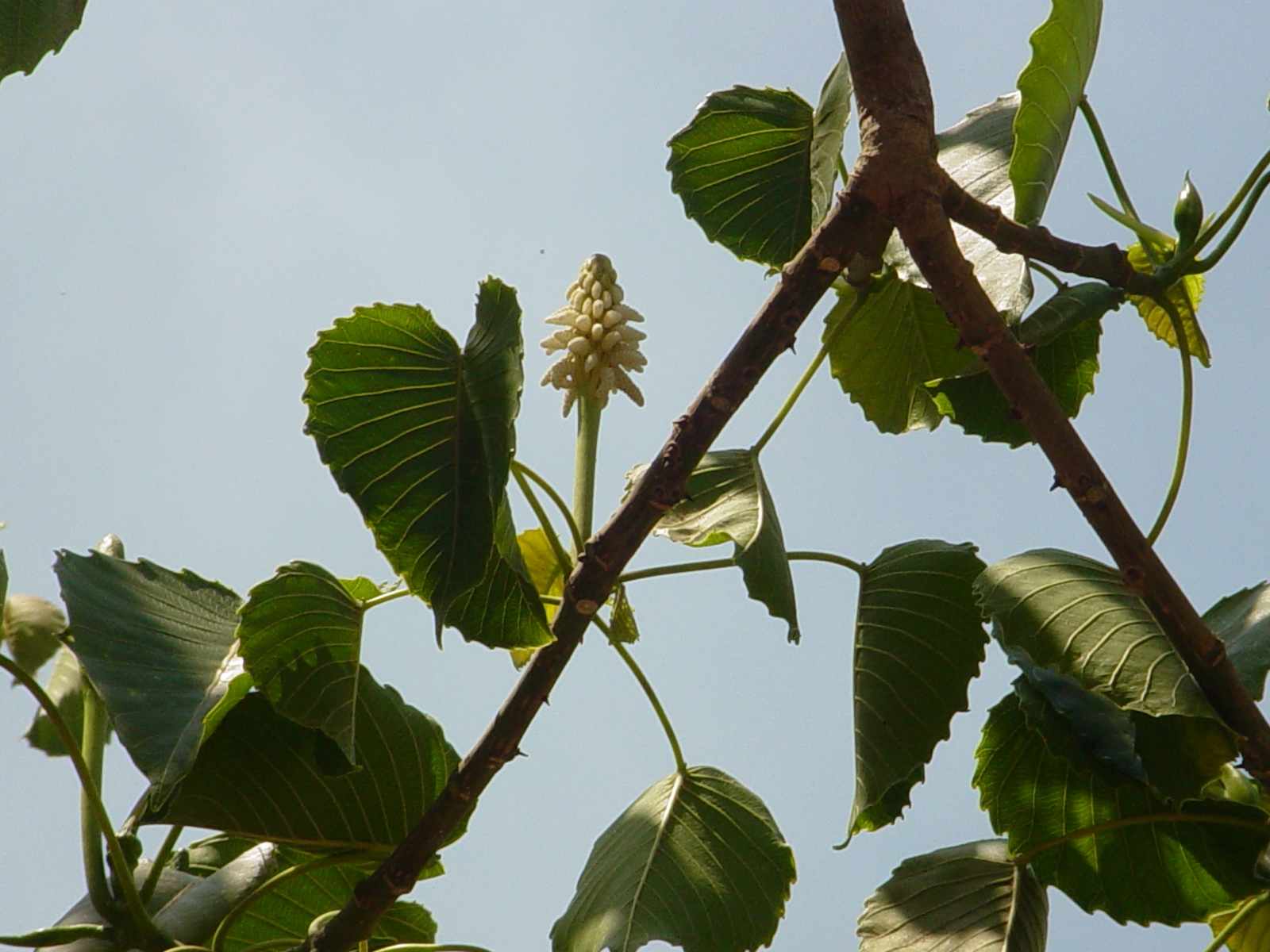
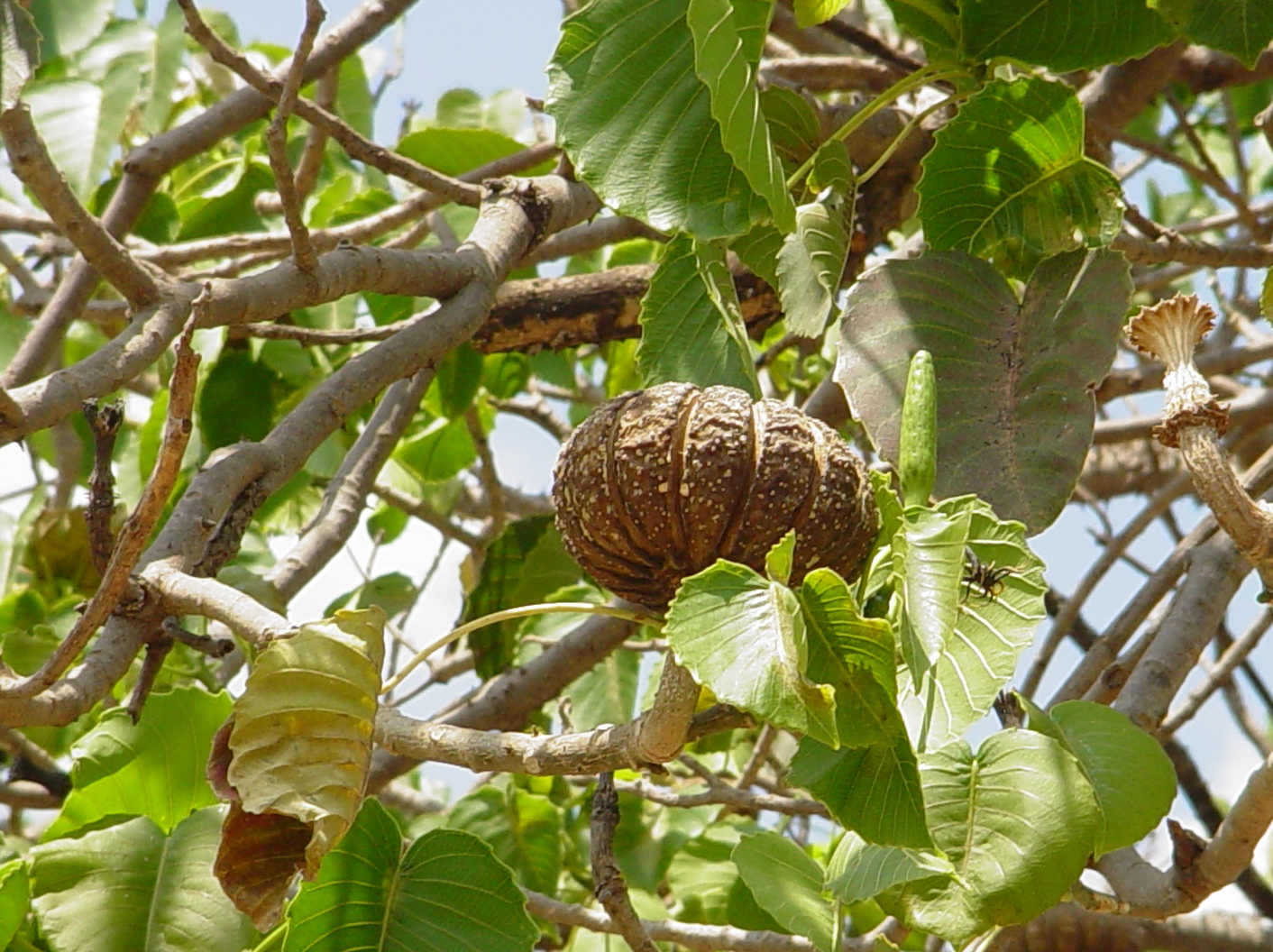